# Herderkirche
Kościół farny śś. Piotra i Pawła (niem. Stadtkirche St. Peter und Paul), znany powszechnie jako Herderkirche – luterańska świątynia parafialna znajdująca się w niemieckim mieście Weimar. Jej zwyczajowa nazwa pochodzi od nazwiska filozofa Johanna Gottfrieda Herdera, który posługiwał tu m.in. jako proboszcz.

## Historia
Kościół wzniesiono w latach 1498–1500 na miejscu poprzedniej świątyni z lat 1245–1249. Od 1525 należy on do ewangelików, w świątyni wielokrotnie głosił Marcin Luter. Po I wojnie szmalkaldzkiej świątynia została miejscem pochówku przedstawicieli ernestyńskiej linii dynastii Wettynów. Grywał tu Johann Sebastian Bach, a przy tutejszej chrzcielnicy ochrzczono czwórkę jego dzieci. Pod koniec XVI wieku dobudowano zakrystię, a w 1735 kościół przebudowano wg projektu Johanna Adolpha Richtera. W 1776 proboszczem parafii został filozof Johann Gottfried Herder, który pełnił również funkcje nadwornego kaznodziei, superintendenta i starszego radcy konsystorza. W 1850 roku przed południową elewacją ustawiono pomnik Herdera z okazji jego 106. urodzin. W 1937 roku, wskutek nazistowskiej polityki, rada parafialna usunęła symbol Gwiazdy Dawida z dawnej loży książęcej.
9 lutego 1945 kościół został poważnie zniszczony wskutek nalotów bombowych. Odbudowa trwała w latach 1948–1953, w podzięce za nadanie tytułu honorowego obywatela miasta i odznaczenie Nagrodą Goethego wspomógł ją finansowo m.in. pisarz i noblista Thomas Mann. W 1977 zakończono renowację wnętrza, a w latach 2010–2016 świątynię gruntownie odrestaurowano wraz z wyposażeniem.
W 1998 kościół został wpisany na listę światowego dziedzictwa UNESCO pod wpisem Klasycystyczny Weimar.

## Architektura i wyposażenie
Świątynia późnogotycka, trójnawowa. Wnętrze zdobi ołtarz skrzydłowy autorstwa Lucasa Cranacha młodszego z lat 1552–1555, tryptyk z 1572 upamiętniający Marcina Lutra, grobowce i epitafia przedstawicieli dynastii Wettynów oraz nagrobki Johanna Gottfrieda Herdera i Lucasa Cranacha młodszego. Organy w wykonało w latach 1998–1999 frankfurckie przedsiębiorstwo W. Sauer Orgelbau, do ich budowy wykorzystano elementy poprzedniego instrumentu z 1908 roku i zainstalowano je w zabytkowym prospekcie z 1812 roku. Składają się z 53 głosów i 3 manuałów. Na wieży kościoła zawieszone są trzy dzwony z ludwisarni Rudolfa Pernera w Pasawie, inaugurowane w święto Reformacji w 2009 roku, o wadze 3000 kg, 2000 kg i 1500 kg, Noszą imiona Luther, Herder i Bach, zastąpiły trzy żeliwne instrumenty.

## Galeria

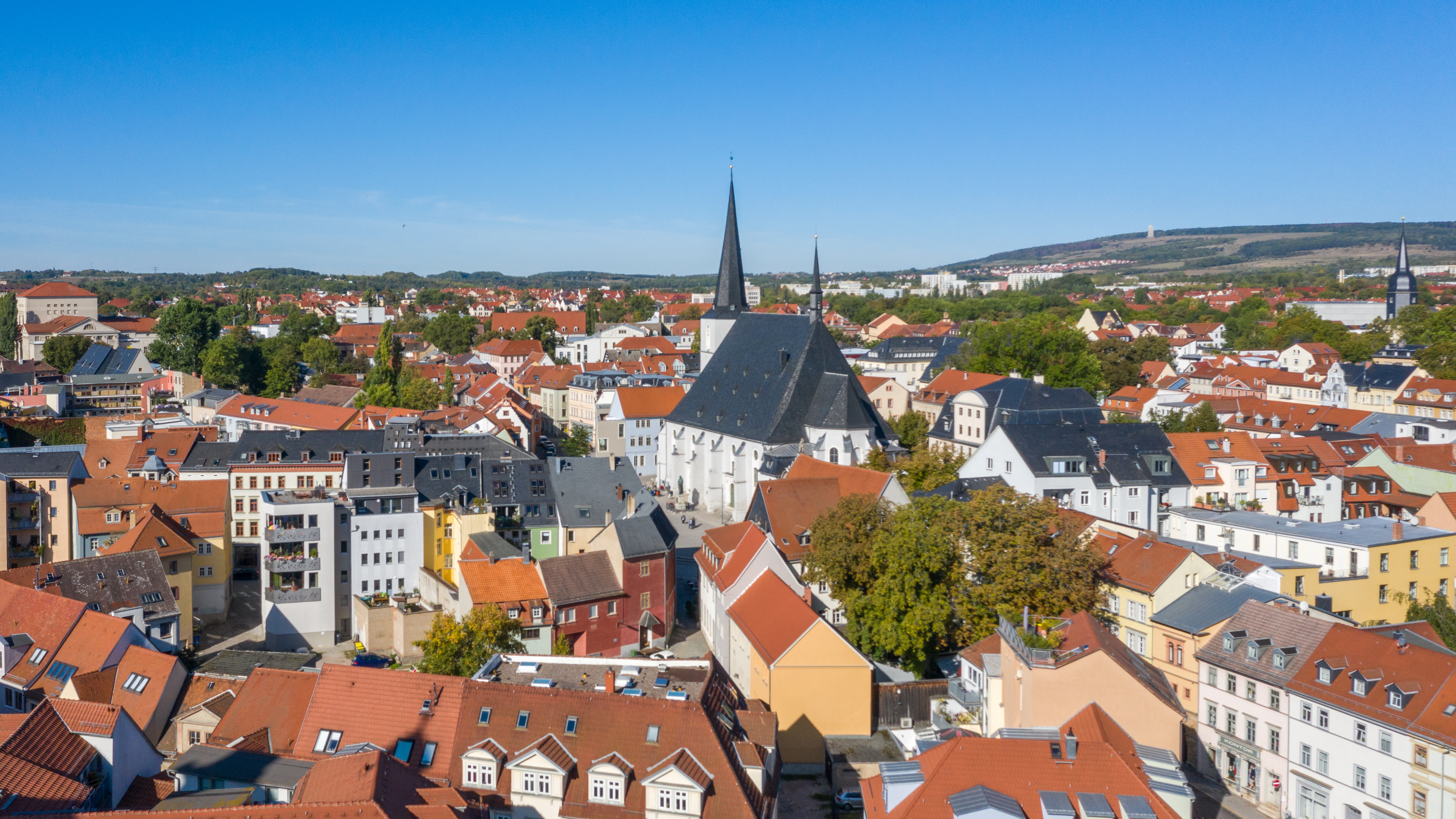
Widok z pałacu
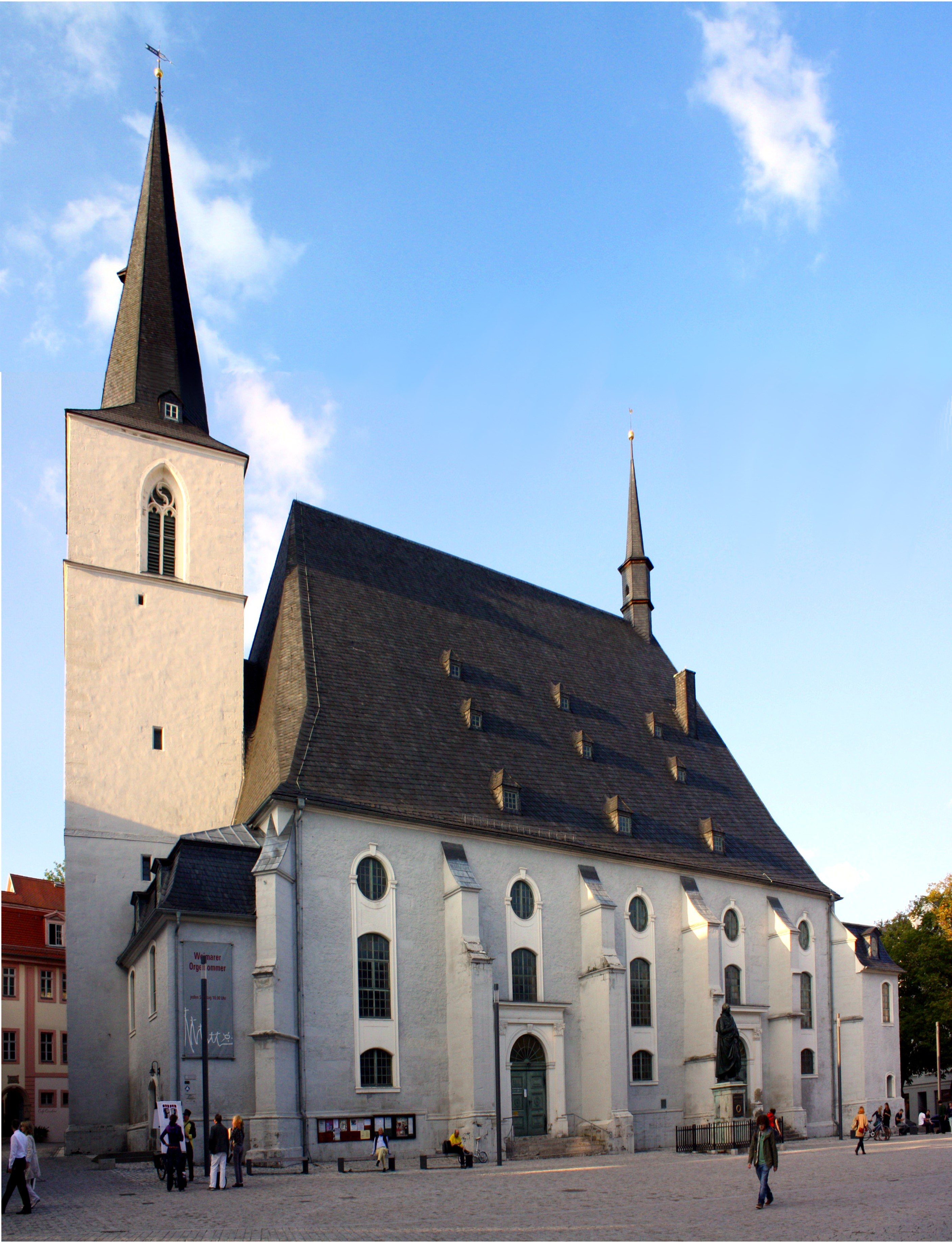
Widok z południowego zachodu
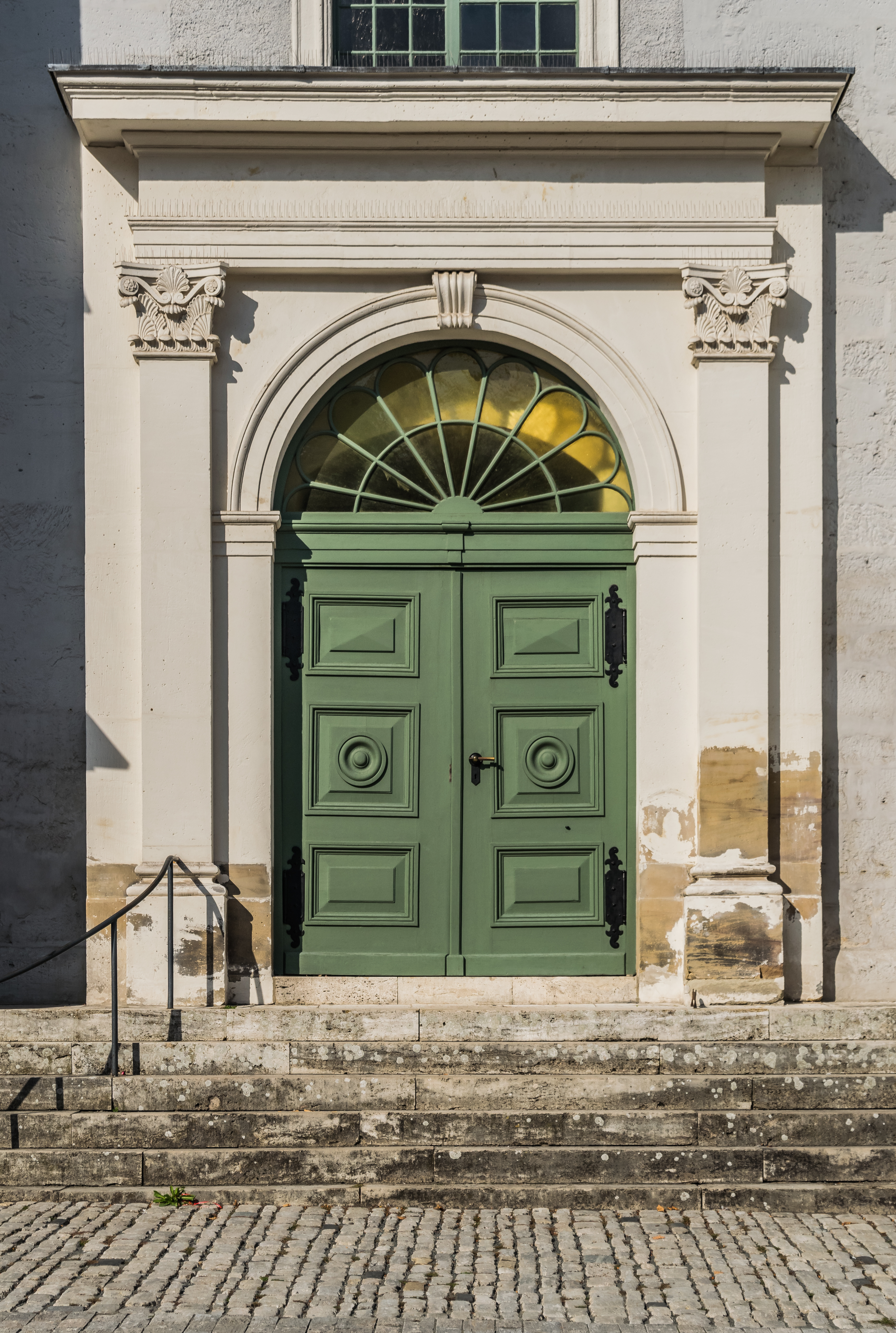
Portal południowy
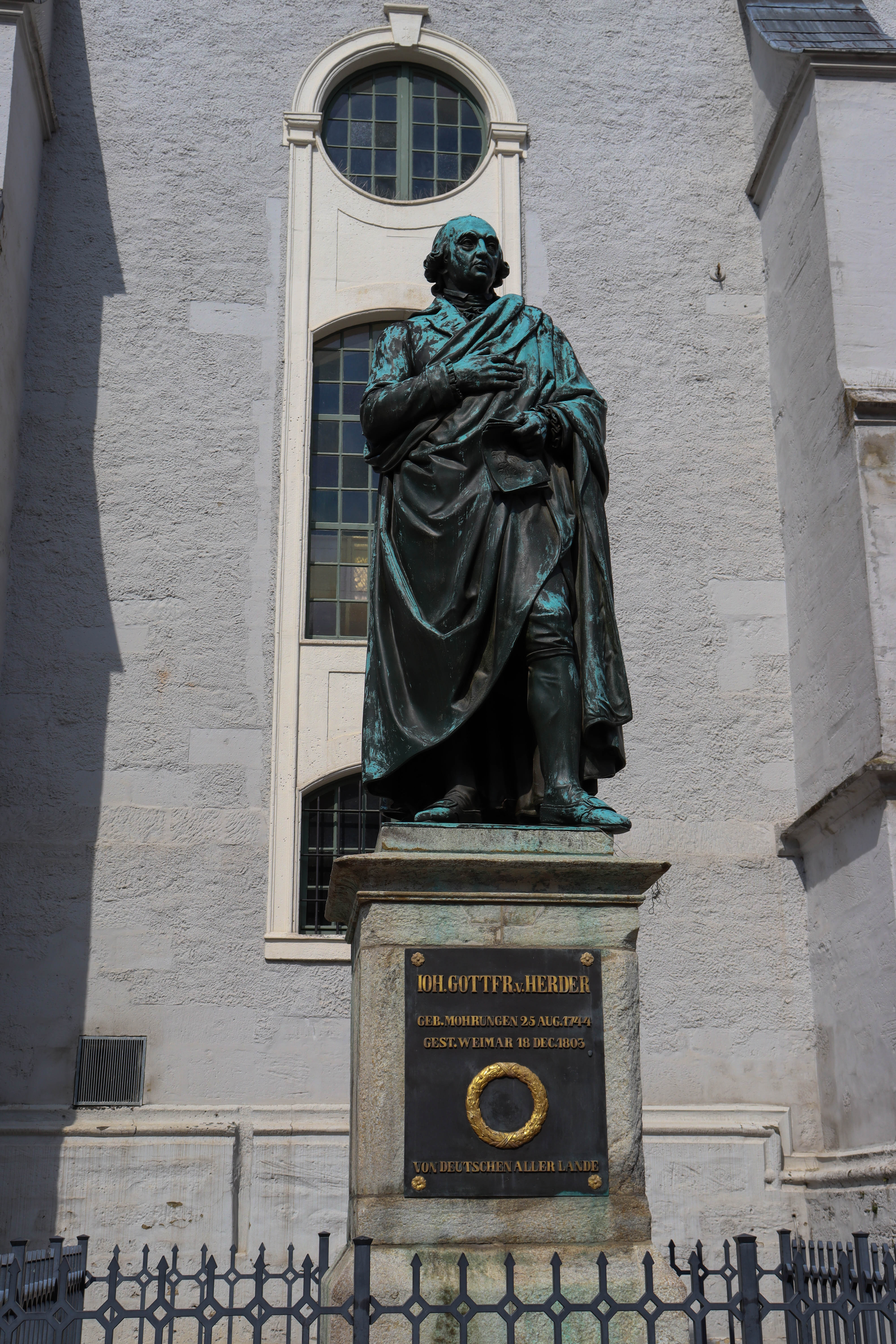
Pomnik J.G. Herdera
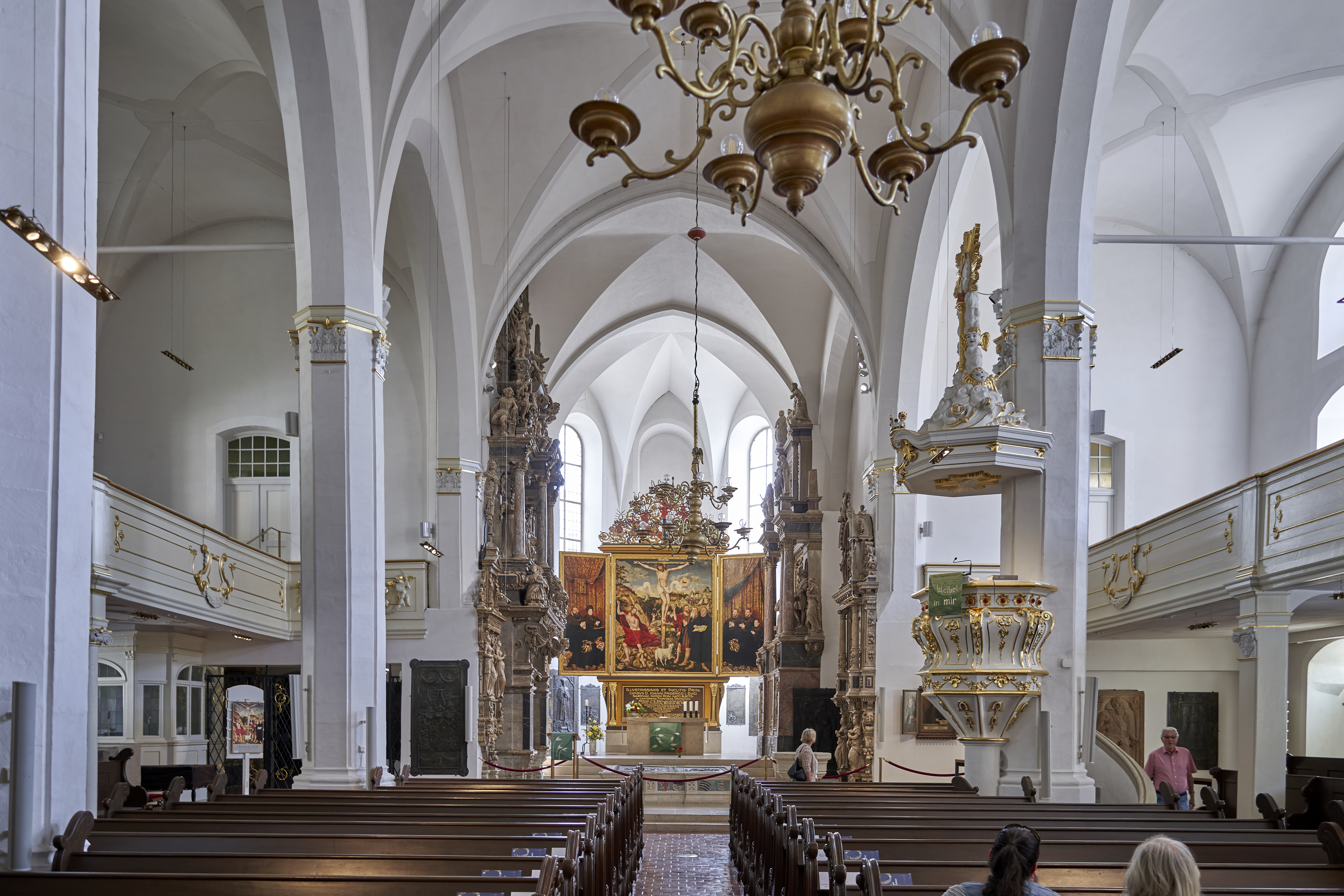
Wnętrze
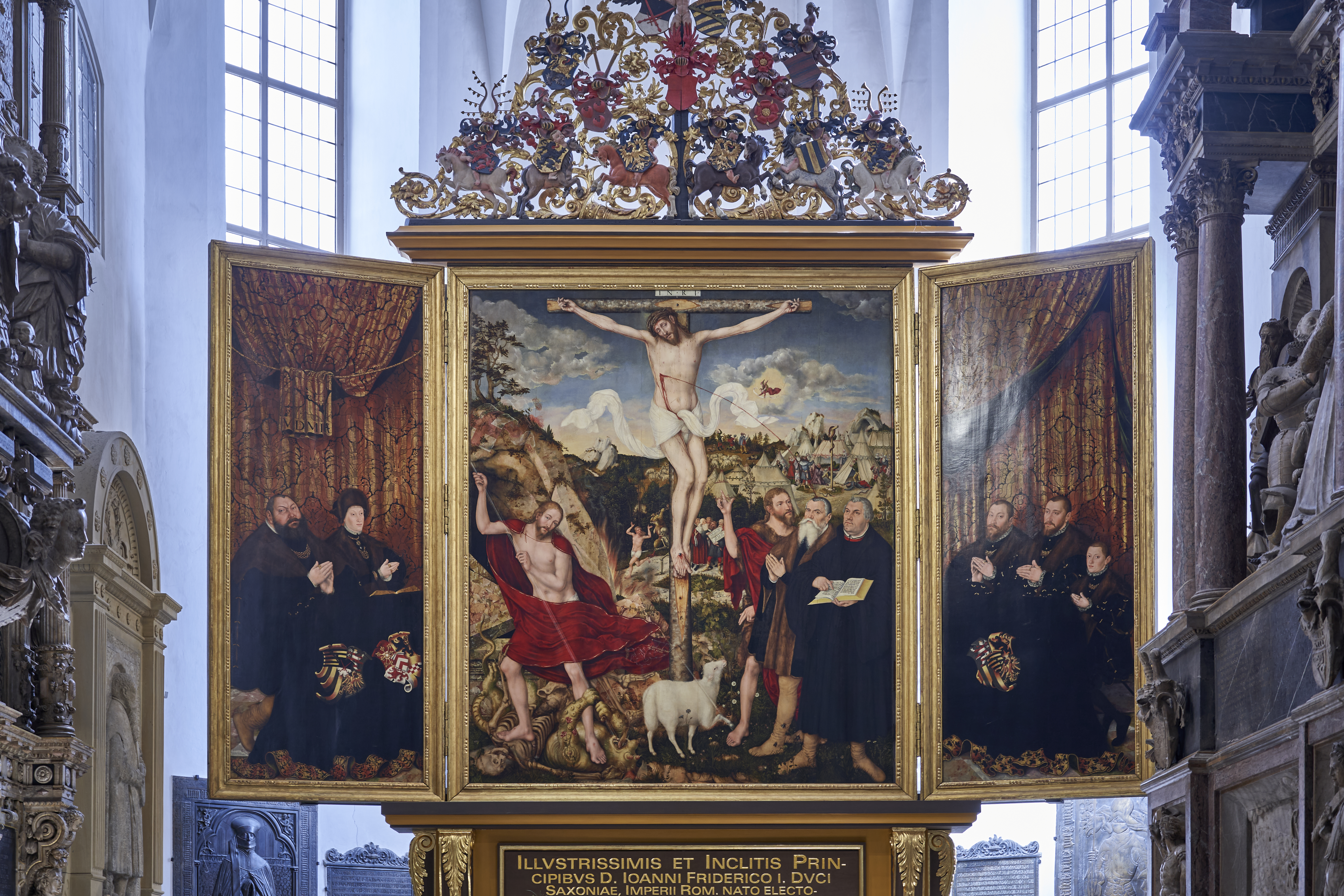
Ołtarz główny
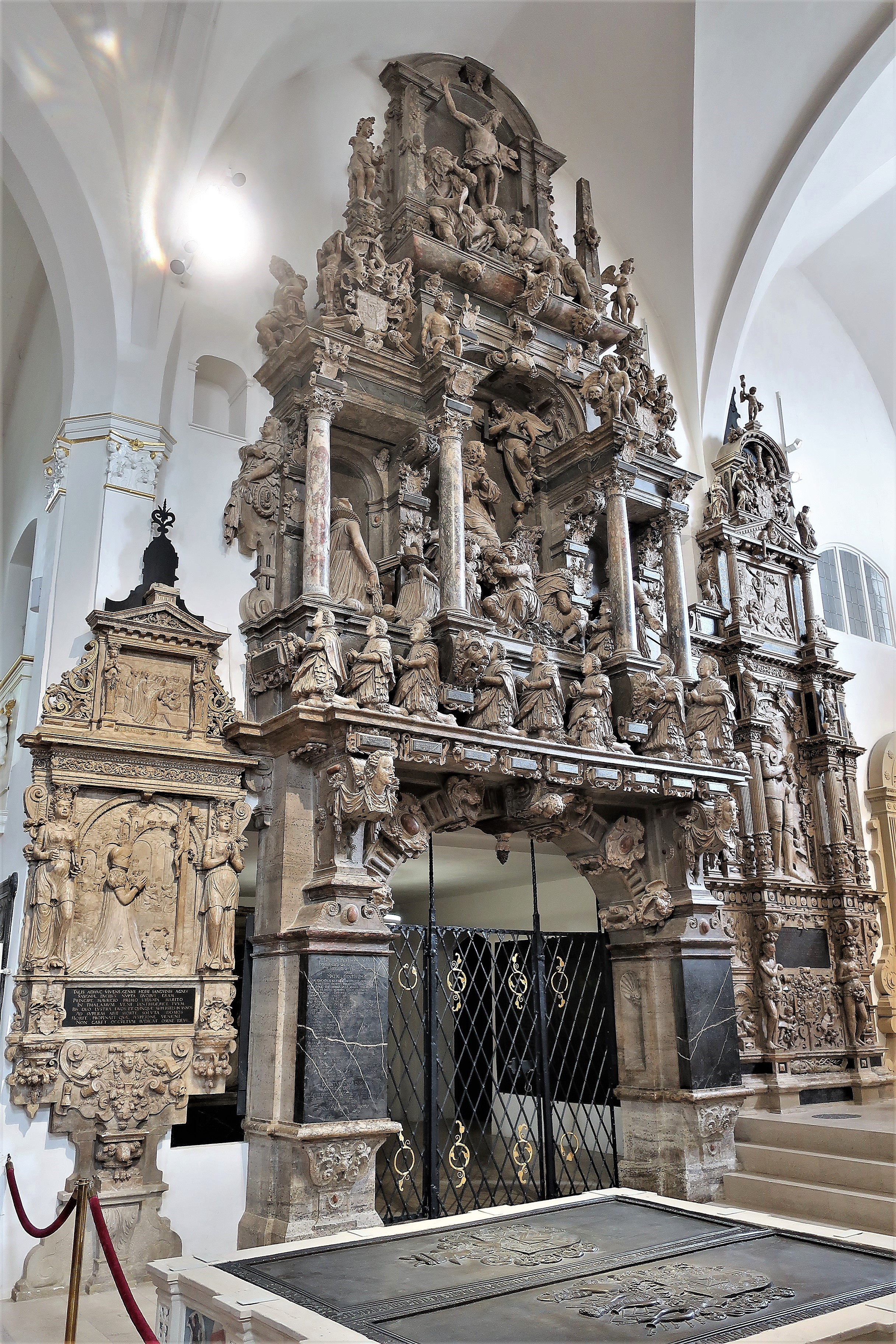
Epitafia
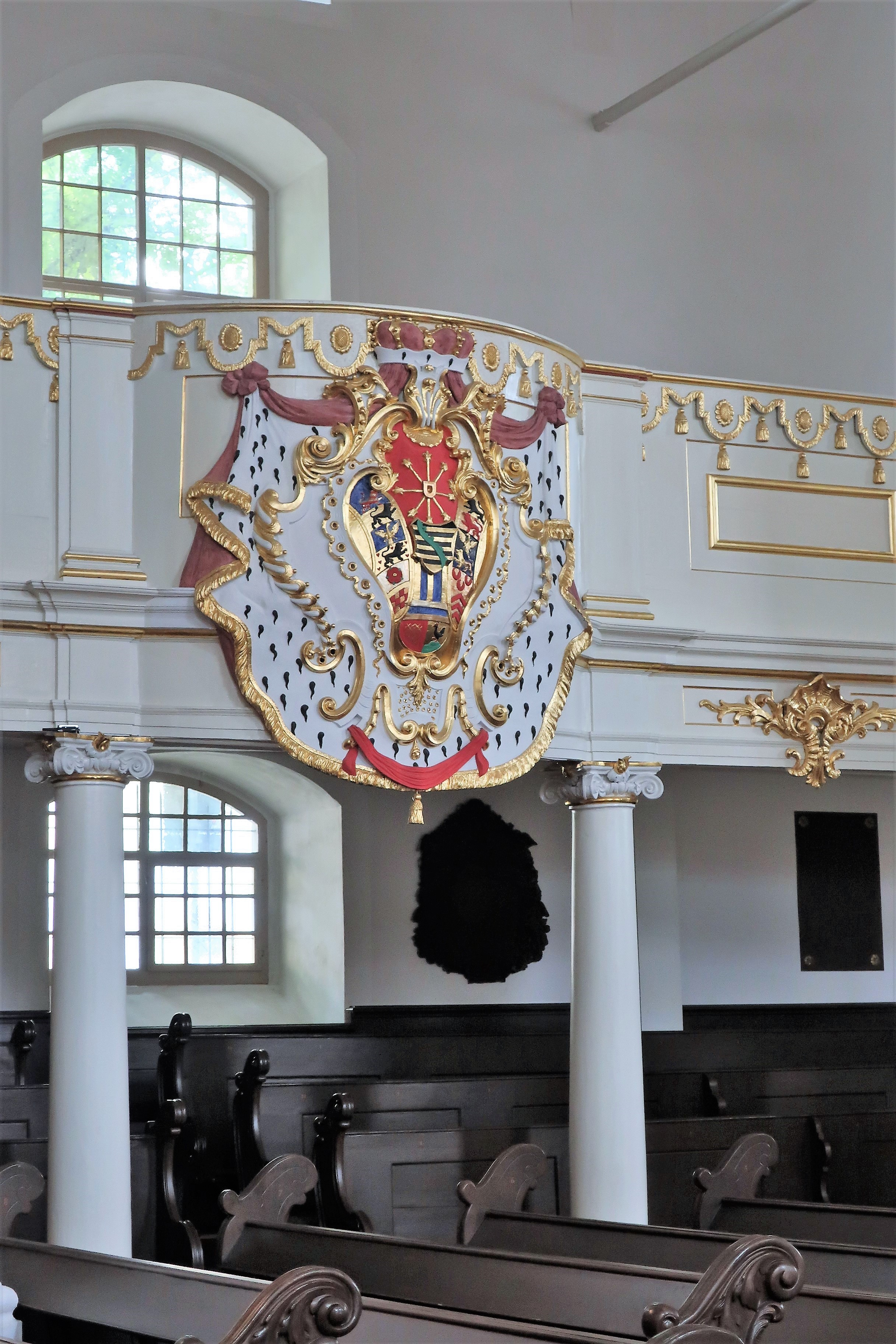
Herb ernestyńskiej linii dynastii Wettynów na emporze
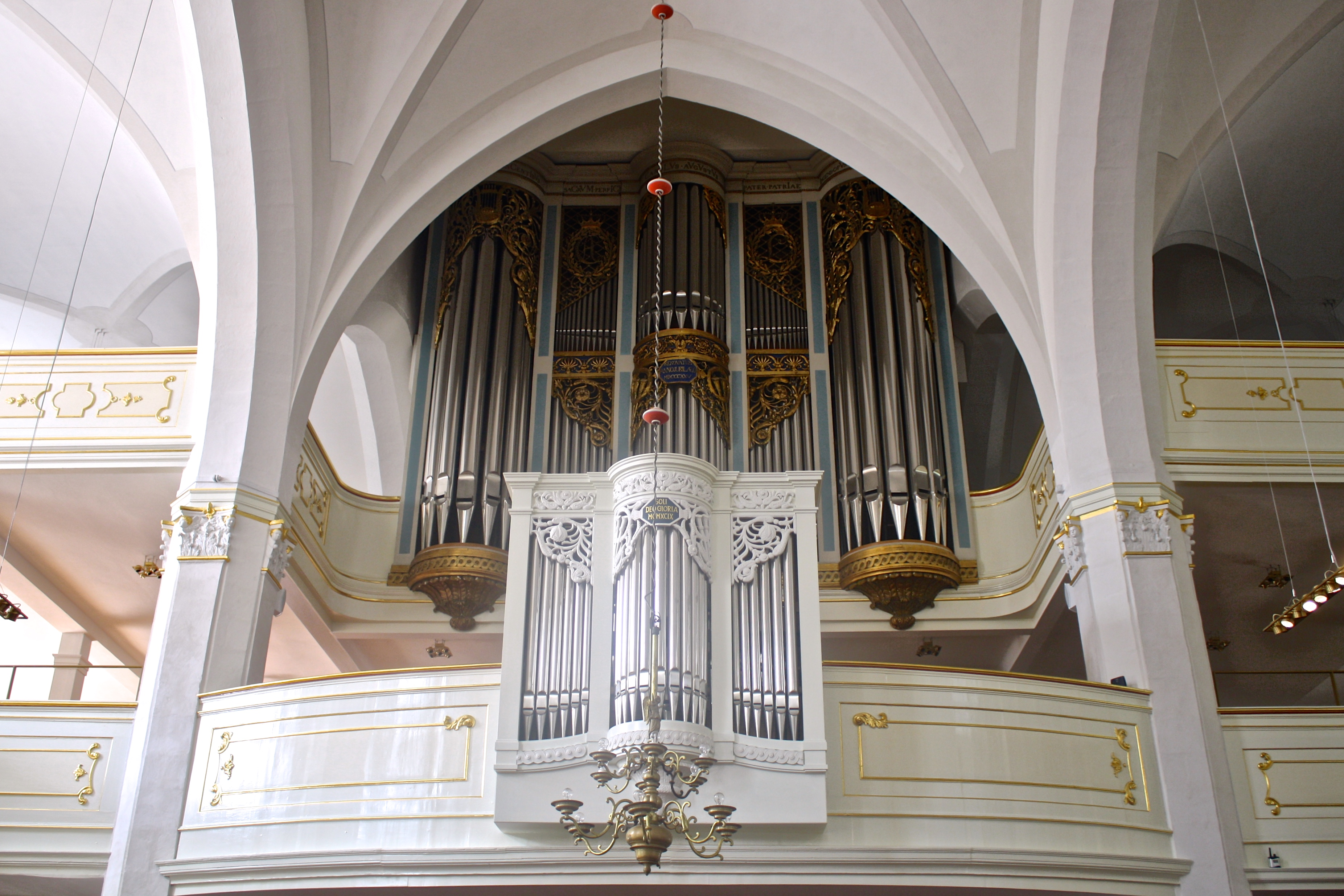
Organy
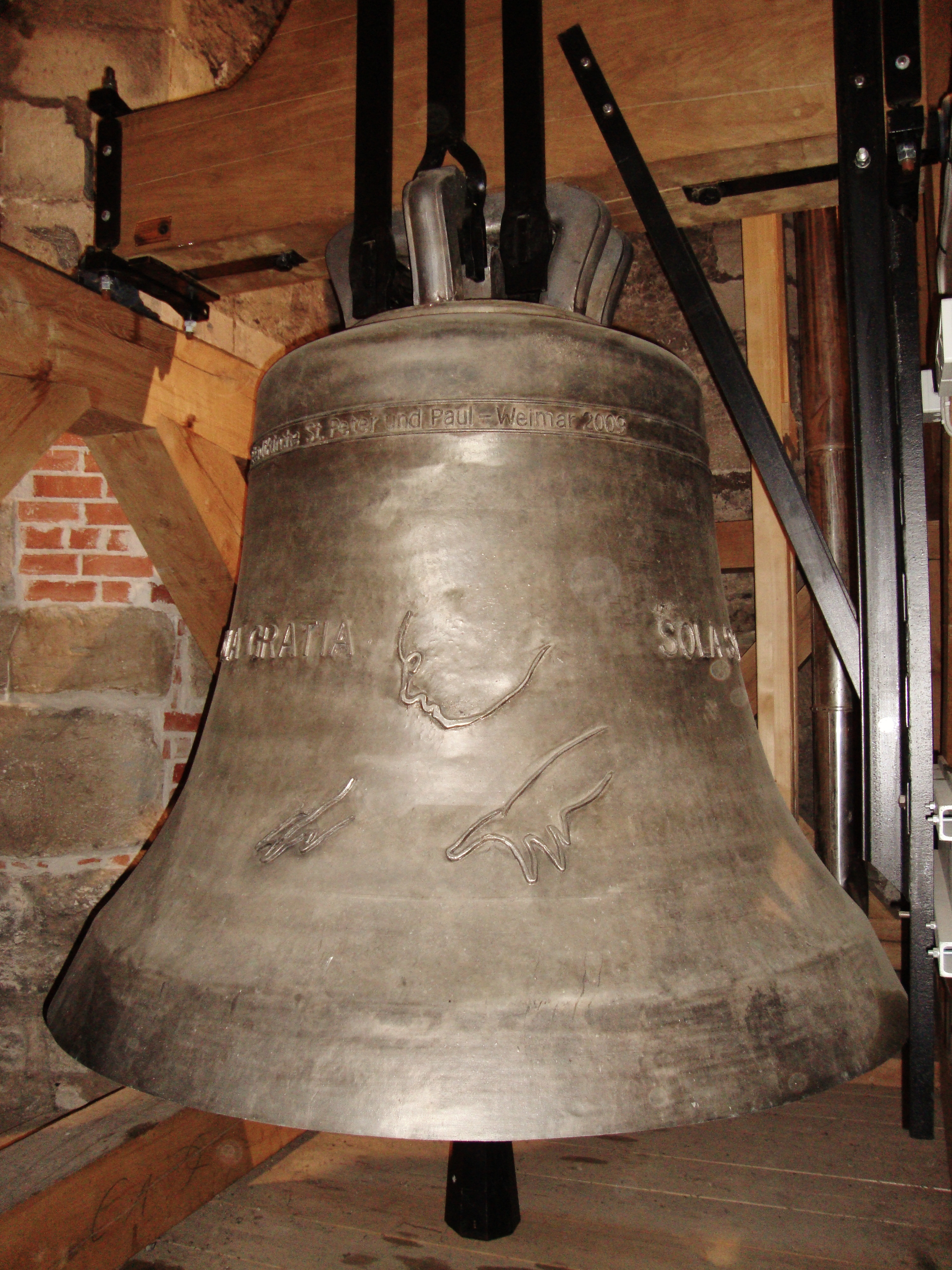
Dzwon Luther